# Kalmia latifolia
A Kalmia latifolia, o louro-da-montanha, louro-americano ou louro-da-serra é uma espécie de angiosperma da família Ericaceae, nativa do leste dos Estados Unidos. Sua distribuição se estende do sul do Maine ao sul até o norte da Flórida e a oeste até Indiana e Louisiana. O louro-da-montanha é a flor do estado de Connecticut e da Pensilvânia. É o homônimo do Condado de Laurel em Kentucky, da cidade de Laurel, Mississippi, e das Laurel Highlands no sudoeste da Pensilvânia.

## Descrição
A Kalmia latifolia é um arbusto perene que cresce de 3 a 9 m de altura. As folhas têm de 3 a 12 cm de comprimento e de 1 a 4 cm de largura. As flores são hexagonais, às vezes parecendo pentagonais, variando de rosa-claro a branco, e ocorrem em cachos. Há várias cultivares nomeadas com tons mais escuros de rosa, vermelho e marrom. Ela floresce em maio e junho. Todas as partes da planta são venenosas. As raízes são fibrosas e emaranhadas.

## Distribuição ehabitat
A planta é encontrada naturalmente em encostas rochosas e áreas florestais montanhosas e se desenvolve em solo ácido, favorecendo um pH do solo na faixa de 4,5 a 5,5. Ela geralmente cresce em grandes moitas, cobrindo grandes áreas de solo orgânico florestal. Nos Apalaches, ela pode se tornar uma árvore, mas é um arbusto mais ao norte. A espécie é um componente frequente das florestas de carvalho. Em áreas baixas e úmidas, ela cresce densamente, mas em planaltos secos tem uma forma mais esparsa. Nos Apalaches do sul, as moitas de louro são chamadas de "laurel hells" (louro infernal) porque é quase impossível passar por elas.

## Ecologia
A Kalmia latifolia foi marcada como uma planta polinizadora, apoiando e atraindo borboletas e beija-flores.
Ela também é notável por seu método incomum de distribuição de pólen. À medida que a flor cresce, os filamentos de seus estames são dobrados e tensionados, quando um inseto pousa na flor, a tensão é liberada, catapultando o pólen com força para o inseto. Experimentos demonstraram que a flor é capaz de lançar seu pólen a até 15 cm. O físico Lyman J. Briggs ficou fascinado com esse fenômeno na década de 1950, após sua aposentadoria do Instituto Nacional de Padrões e Tecnologia, e realizou uma série de experimentos para explicá-lo.

## Etimologia
A Kalmia latifolia também é conhecida nos EUA como ivybush ou spoonwood (pau-de-colher) pois os povos nativos americanos faziam suas colheres com ela.
Os primeiros registros da planta na América foram feitos em 1624, mas seu nome foi dado em homenagem ao explorador e botânico finlandês Pehr Kalm (1716-1779), que enviou amostras para Lineu.
O epíteto específico latino latifolia significa "com folhas largas", em oposição à sua espécie irmã Kalmia angustifolia, "com folhas estreitas".
Apesar do nome "louro-da-montanha", a Kalmia latifolia não está intimamente relacionada aos louros verdadeiros da família Lauraceae.

## Cultivo

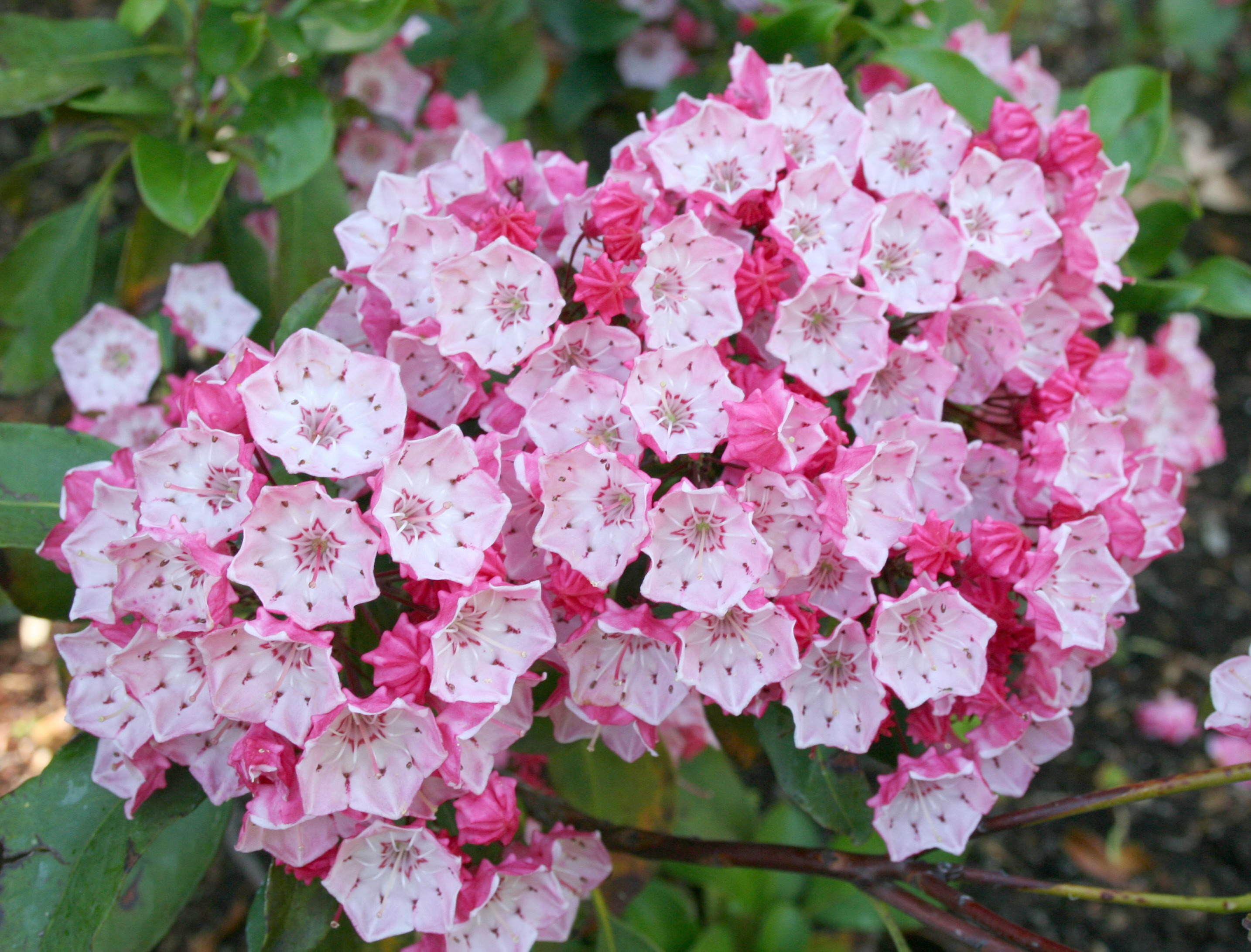
K. latifolia 'Clementine Churchill', Jardim Botânico Real de Madri

A planta foi originalmente levada para a Europa como planta ornamental no século XVIII. Ela ainda é amplamente cultivada por suas flores atraentes e folhas sempre verdes durante todo o ano. As folhas elípticas, alternadas, coriáceas, brilhantes e sempre verdes (de até 12,7 cm de comprimento) são verde-escuras na parte superior e verde-amareladas na parte inferior e lembram as folhas dos rododendros. Todas as partes dessa planta são tóxicas se ingeridas. Diversas cultivares foram selecionadas com cores de flores variadas, sendo que muitas delas são originárias da Estação Experimental de Connecticut, em Hamden, e do cultivo de plantas do Dr. Richard Jaynes. Jaynes tem inúmeras variedades nomeadas criadas por ele e é considerado a autoridade mundial em Kalmia latifolia.
No Reino Unido, as seguintes cultivares receberam o Prêmio de Mérito em Jardinagem, da Royal Horticultural Society:
- 'Freckles'[18] - flores rosa pálido, fortemente manchadas

- 'Little Linda'[19] - cultivar anã de até 1 m

- 'Olympic Fire'[20] - botões vermelhos que se abrem em rosa-pálido

- 'Pink Charm'[21]

## Madeira

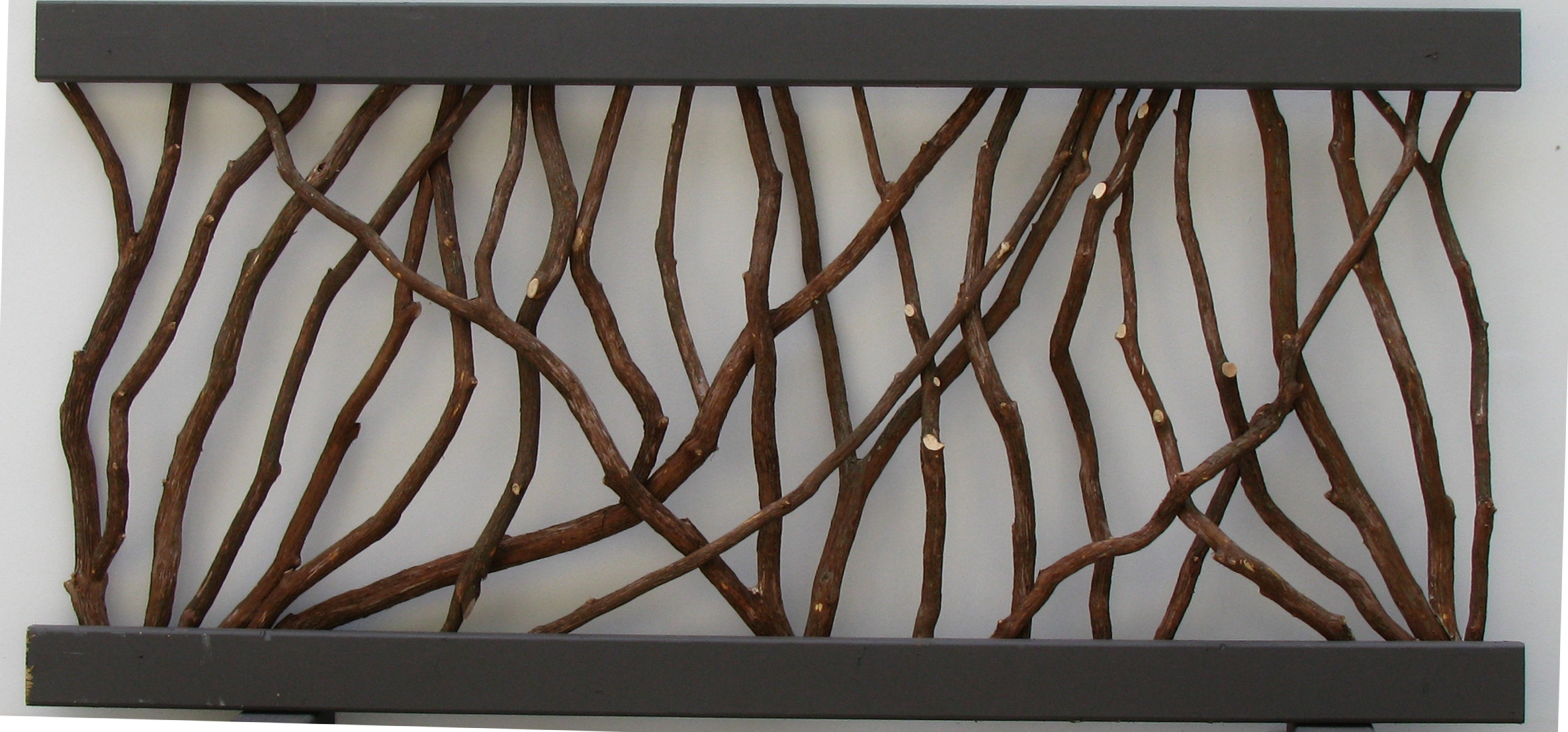
Seção do corrimão de madeira feita com galhos de louro-da-montanha

A madeira do louro-da-montanha é pesada e forte, mas quebradiça, com grão reto e fechado. Nunca foi uma cultura comercial viável, pois não cresce o suficiente, mas é adequada para coroas de flores, móveis, tigelas e outros itens domésticos. Foi usada no início do século XIX em relógios de madeira. Os cecídios foram usados para tigelas de cachimbo no lugar das sarças importadas, inatingíveis durante a Segunda Guerra Mundial. Pode ser usada para corrimãos ou grades de proteção.

## Toxicidade
O louro-da-montanha é venenoso para vários animais, inclusive cavalos, cabras, gado, veados, macacos e seres humanos, devido à graianotoxina e à arbutina. As partes verdes da planta, as flores, os galhos e o pólen são todos tóxicos, inclusive os produtos alimentícios feitos a partir deles, como o mel tóxico que pode produzir sintomas neurotóxicos e gastrointestinais em seres humanos que ingerem mais do que uma quantidade pequena. Os sintomas de intoxicação começam a aparecer cerca de 6 horas após a ingestão. Estes incluem respiração irregular ou difícil, anorexia, deglutição repetida, salivação abundante, lacrimejamento dos olhos e do nariz, insuficiência cardíaca, falta de coordenação, depressão, vômitos, defecação frequente, fraqueza, convulsões, paralisia, coma e, por fim, morte. A necropsia de animais que morreram por envenenamento por louro-da-montanha mostra hemorragia gastrointestinal.

## Utilização por povos ameríndios
Os Cherokee usam a planta como analgésico, colocando uma infusão de folhas em arranhões feitos sobre o local da dor. Eles também esfregam as bordas eriçadas de dez a doze folhas sobre a pele para reumatismo, esmagam as folhas para passar em arranhões de sarças, usam uma infusão como lavagem "para se livrar de pragas", usam um composto como linimento, aplicam o líquido das folhas na pele arranhada de esportistas para evitar cãibras e usam uma pomada de folhas para curar. A madeira também é usada para fazer entalhes.

## Galeria

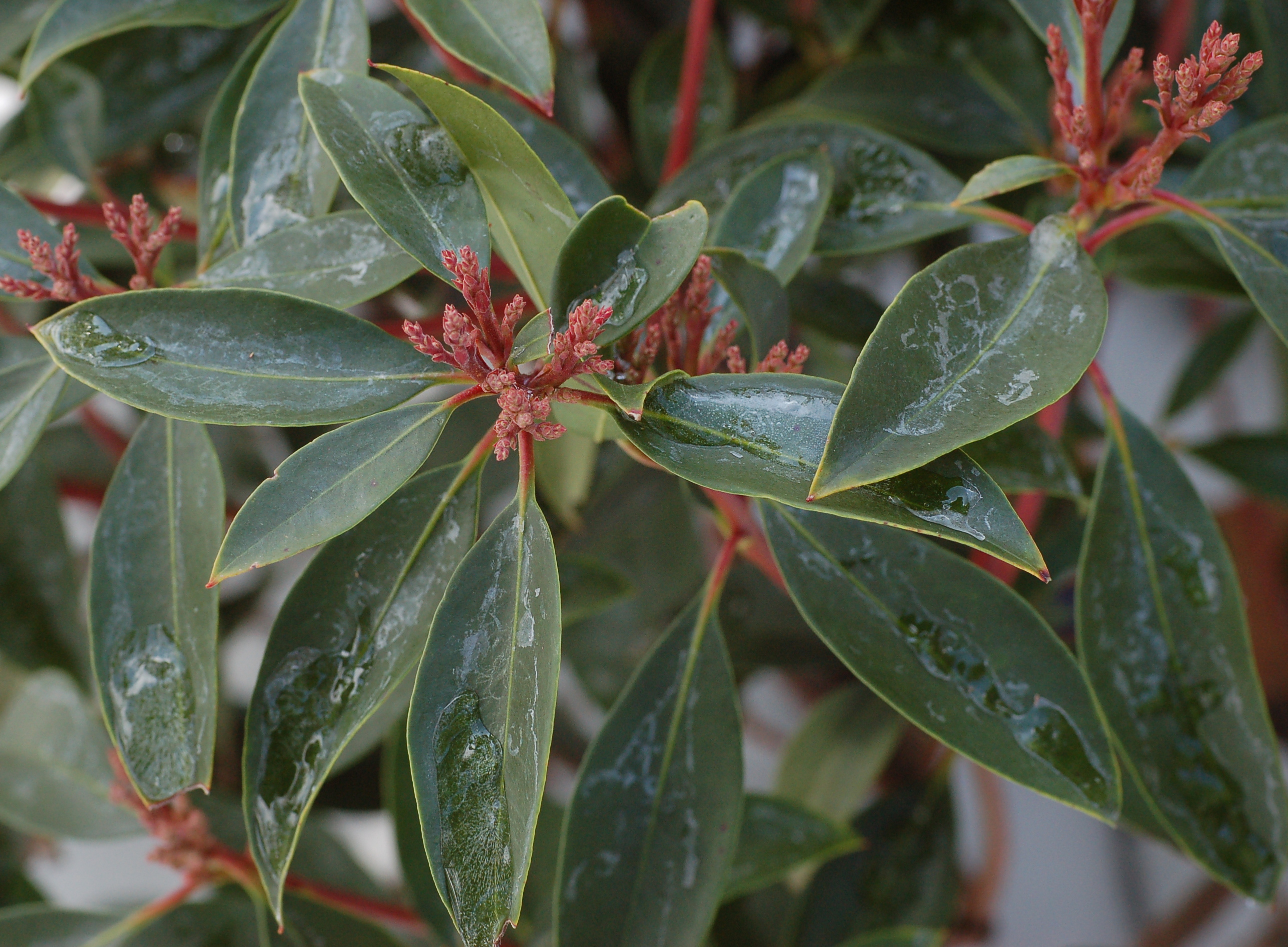
K. latifolia folhas e botões novos
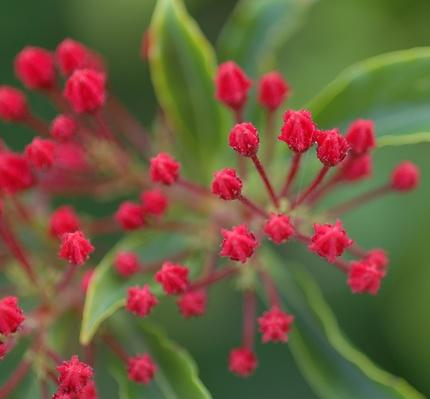
Botões de flores
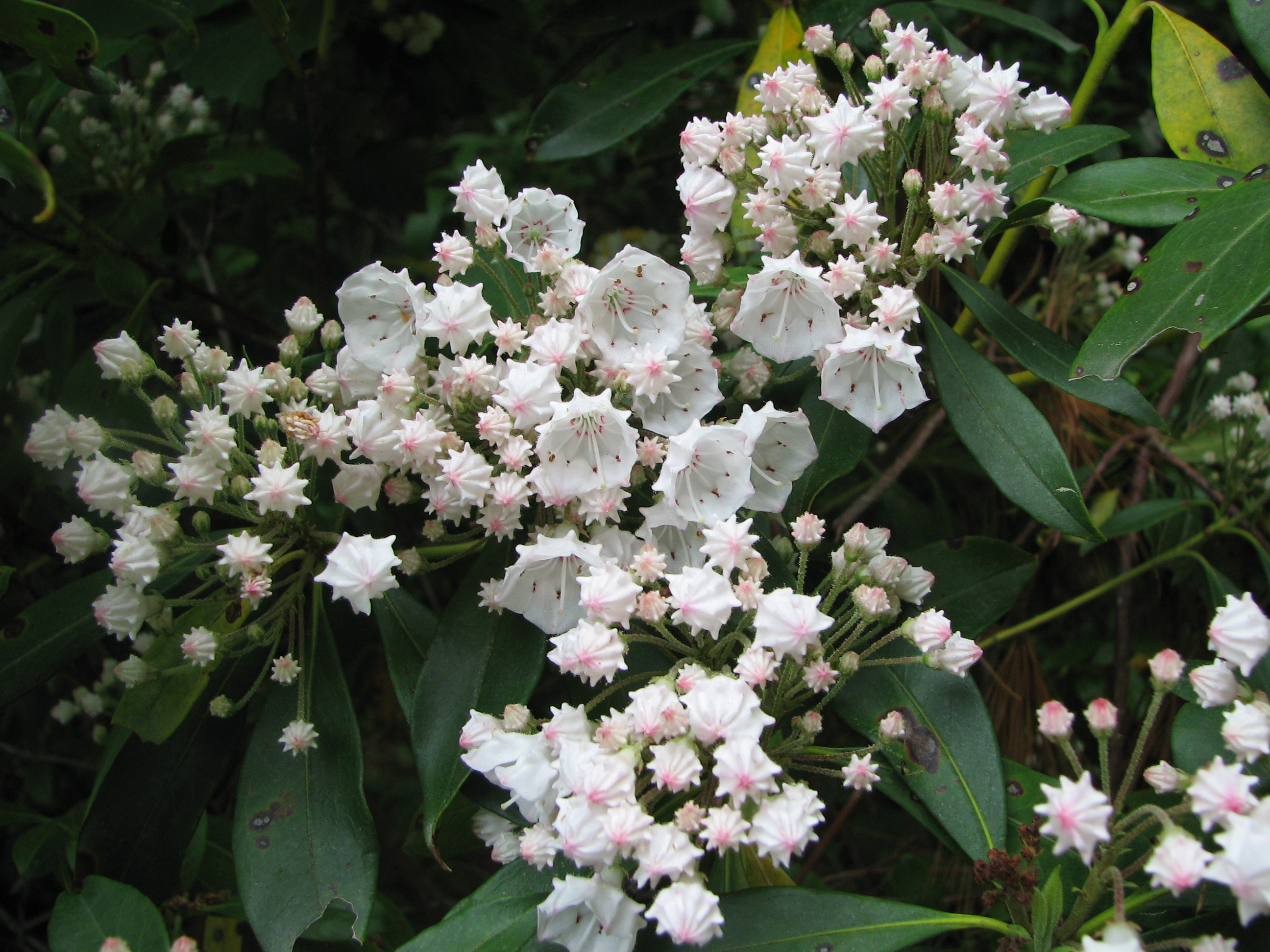
Começando a florescer
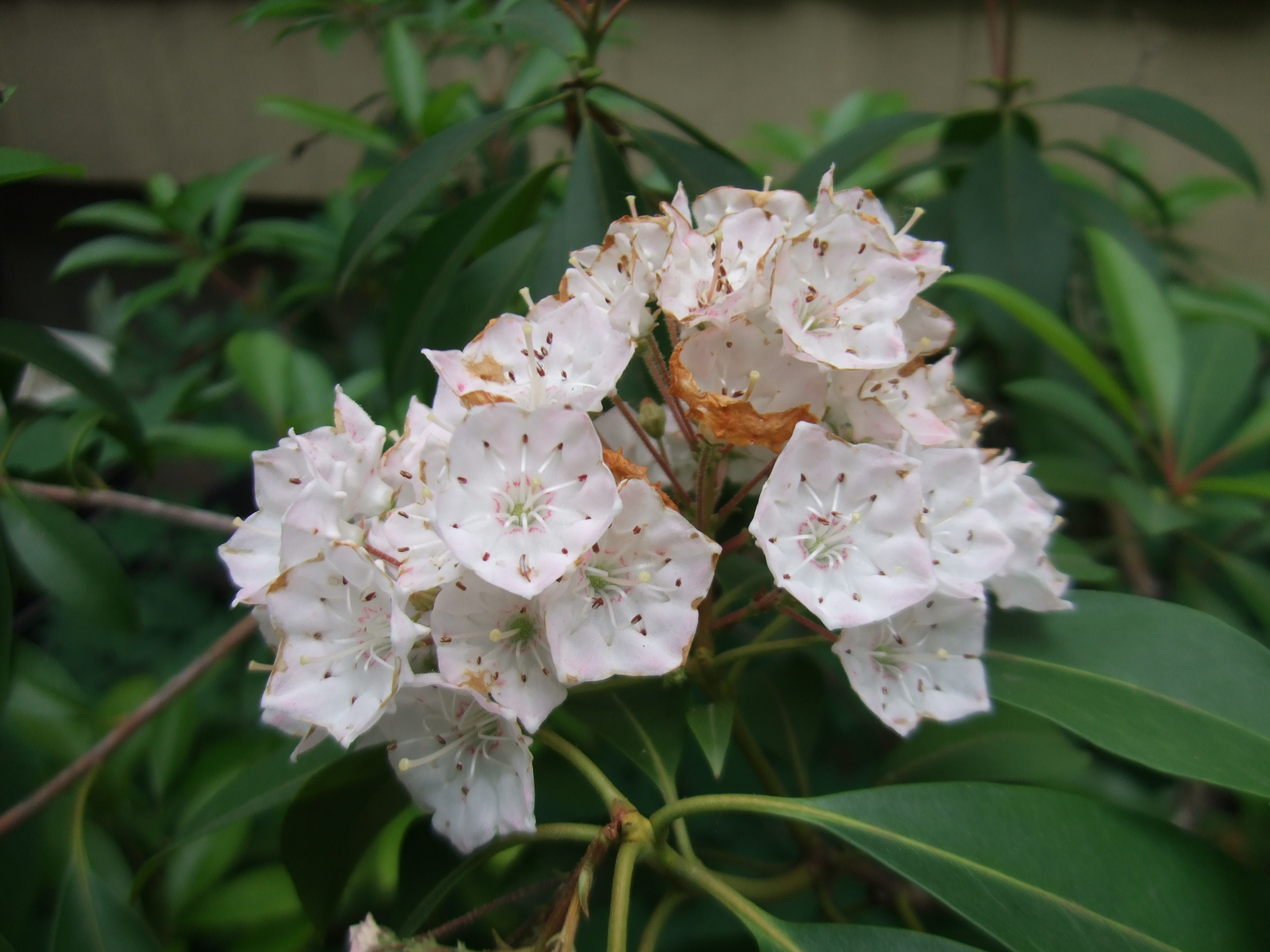
Floração completa
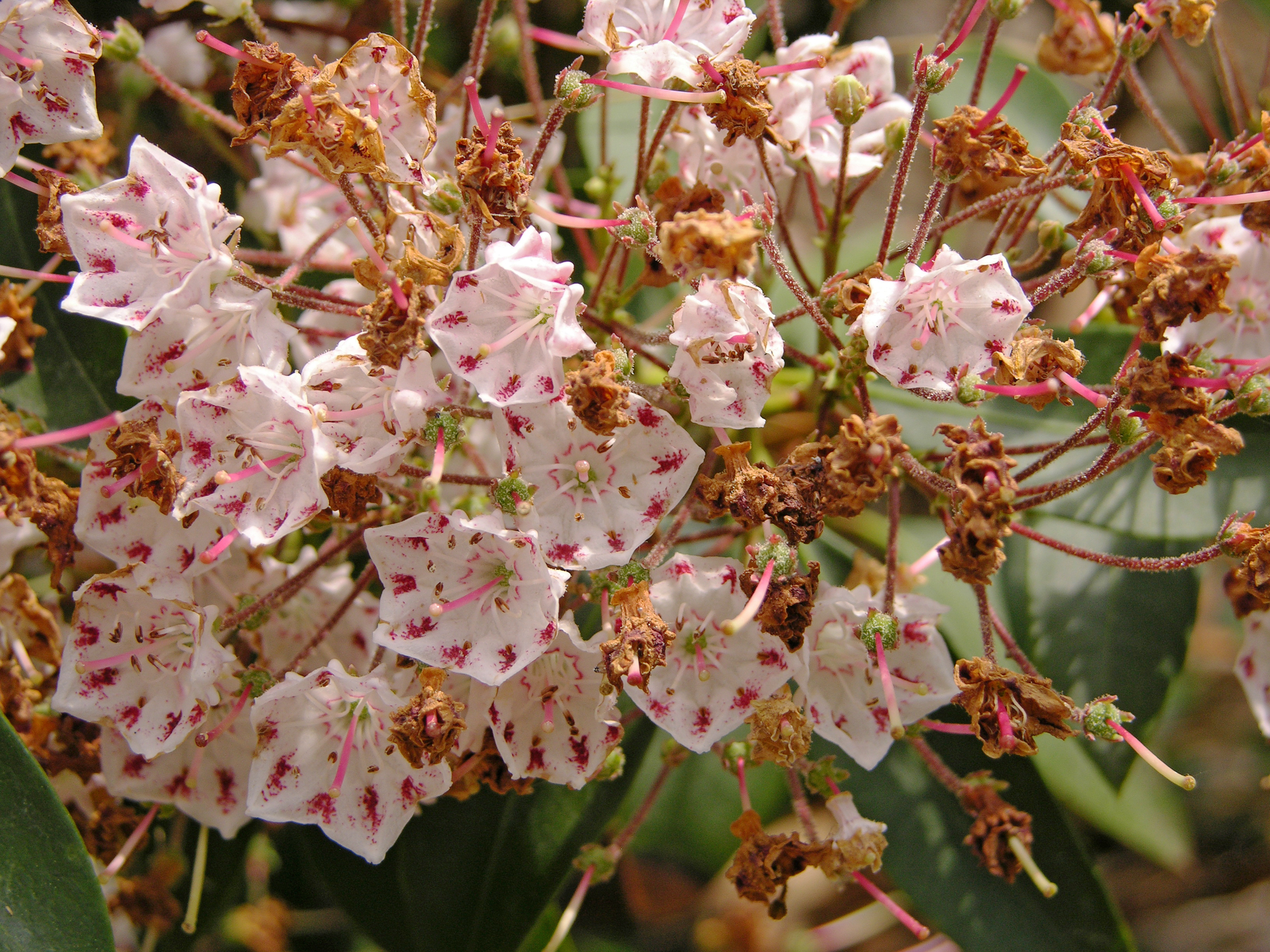
Flores desabrochando e murchas no mesmo ramo
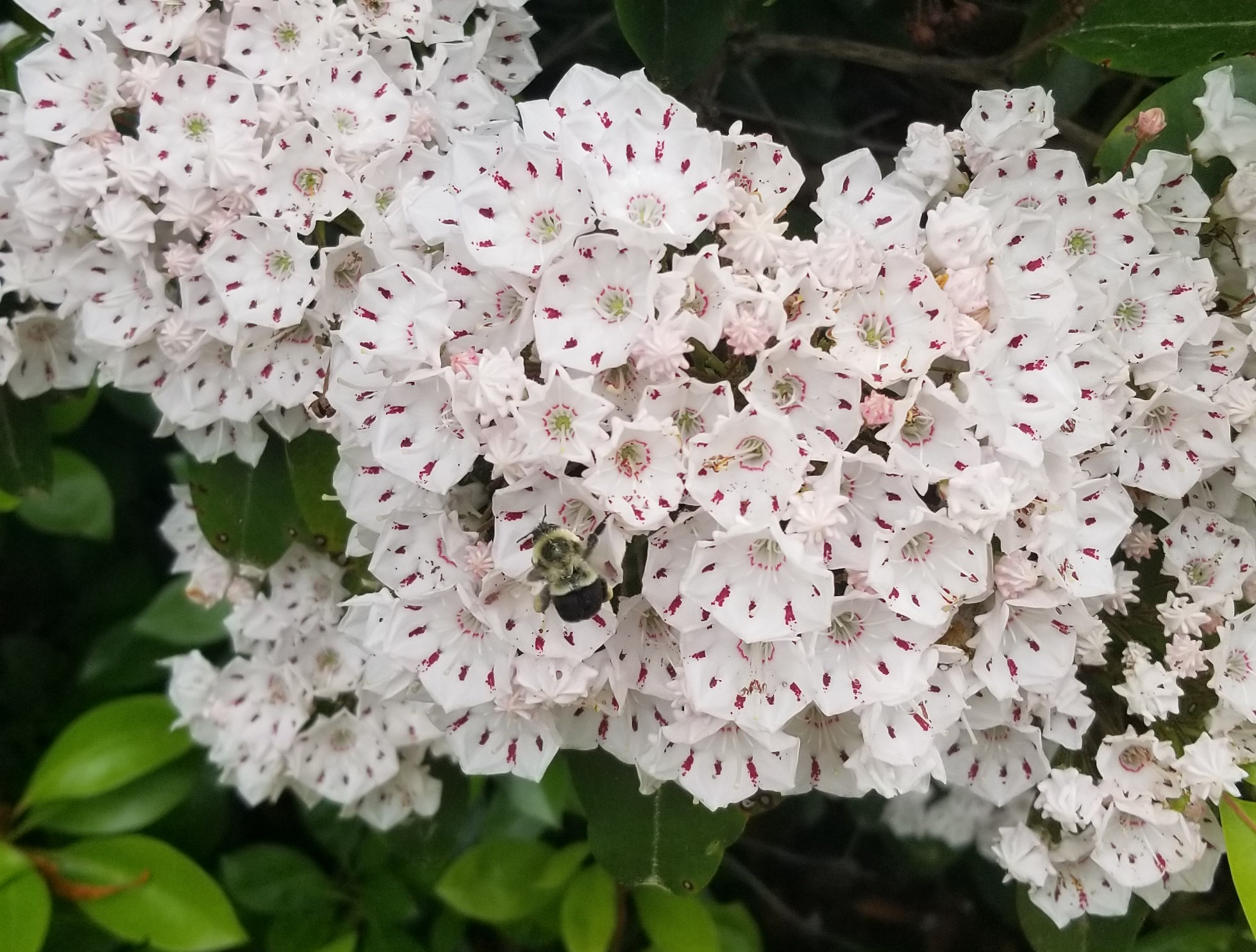
Abelha polinizando o louro-da-montanha na Montanha Occoneechee
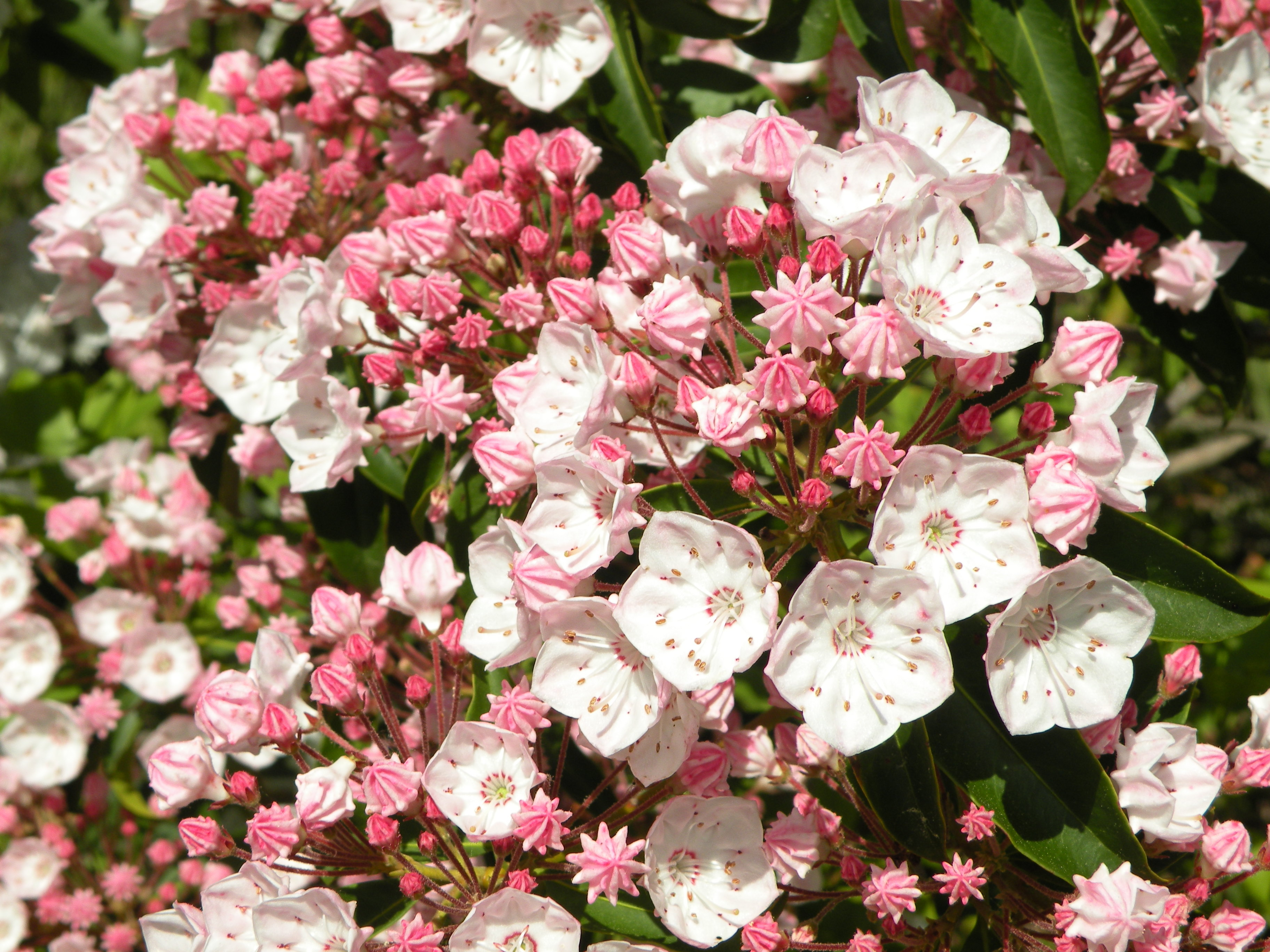
Kalmia latifolia in North Smithfield, Rhode Island